# Bengt-Olof Melin
Bengt-Olof Melin, född 4 maj 1919 i Göteborg, död 4 oktober 2006 i Örgryte församling, var en svensk arkitekt. Han var en tid ordförande för moderaterna i Göteborg.
Melin växte upp i Annedal och tog studentexamen 1939 på Realläroverket och arkitektexamen från Chalmers tekniska högskola i Göteborg 1945. Han anställdes samma år hos arkitekt Erik Holmdal vid Gunnar Hovings arkitektkontor och blev därefter stadsarkitekt i Partille kommun. Melin flyttade åter till Göteborg och stadsarkitektkontoret där 1948, blev byråarkitekt vid stadsplanekontoret 1951, vice stadsarkitekt vid byggnadsnämnden i Göteborg 1961 (tillförordnad 1957–1961). Han var senare stadsarkitekt i Göteborgs kommun (1975–1984?). 
Melin var styrelseledamot i Sveriges arkitektförening, Tekniska samfundets avdelning för husbyggnadskonst, ordförande i Byggnadstekniska föreningen i Göteborg 1960–1962 (vice ordförande 1959–1960 och medlem i styrelsen under många år dessförinnan och därefter). Han var ledamot av stadsfullmäktiges beredning för kulturfrågor 1960–1962, för segelsport från 1964, konstnämnden från 1959, styrelseledamot i Robert Dicksons stiftelse 1959–1962 och suppleant i skolstyrelsen från 1960. Melin var ledamot av styrelsen för Chalmersska Ingenjörsföreningen, av Göteborgs museistyrelse och Föreningen Sveriges Stadsarkitekter. Han var en hängiven golfspelare och var ordförande i Delsjö GK.
Bengt-Olof Melin var från 1945 till sin död gift med Barbro "Bab" Melin (1918–2012). Makarna är begravda på Stampens kyrkogård i Göteborg.